# Bailliage de Mendrisio
1522–1798
Entités suivantes :
- Canton de Lugano

Le bailliage de Mendrisio est un des bailliages communs des XIII cantons, à l'exception d'Appenzell, situé dans l'actuel canton du Tessin.

## Histoire
Le bailliage est créé en 1522. En 1798, le bailliage rejoint le nouveau canton de Lugano.

## Baillis
Le bailli est nommé pour deux ans.
Les baillis sont les suivants :
- 1600-1602 : Niklaus Iten[1] ;
- 1736-1738 : Ludwig Thaddäus Mayr von Baldegg[2].